# Інг'яльд Підступний
Інг'яльд Підступний або Злий конунг (Ingjaldr hinn illráði, ? — 650) — конунг Свеаланда у 640—650 роках.

## Життєпис

### Молоді роки
Походив з династії Інглінгів. Син конунга свеїв Анунда I. Про дату народження Інг'яльда нічого невідомо. За легендою, коли йому було 6 років, Анунд I скликав в Уппсалі тінг підвладних йому регіональних конунгів. Серед інших конунгів прибув Інгвар з Ф'ядрундаланда з синами Альва і Агнар. Хлопчаки стали грати, причому Інг'яльд і Альва були ватажками своїх ватаг. Інг'яльд виявився переможеним і розплакався. Тоді до нього підійшов Гаутвід і відвів хлопчика до свого батька Свіпдага Сліпого, конунга Тіундаланда. Вислухавши розповідь про подію, Свіпдаг сказав, що це велика ганьба. На інший день Свіпдаг велів вирізати серце у вовка, засмажити його на рожні й дав його з'їсти Інг'яльду. Відтоді той став дуже злим і підступним. Згодом батько влаштував шлюб Інг'яльда з донькою конунга Західного Геталанда.

### Підкорення Свеаланду
У 640 році став головним конунгом свевів в Упсалі. Того ж року Інг'яльд наказав організувати великий бенкет — тризну по загиблому батькові. На бенкет з'їхалися найшляхетніші конунги і ярли Швеції: Інгвар з Ф'ядрундаланда з синами, тесть Інг'яльда — король геатів Альгаут з Геталанду, Спорсньялл з Неріке, Сігверк з Аттундаланда і багато інших. Лише Гранмар з Седерманланда не приїхав. Для них Інг'яльд побудував розкішні палати і поставив в них 7 престолів. Згідно зі звичаєм, Інг'яльд зайняв місце на лавці поруч зі своїм престолом. Він повинен був спочатку осушити Кубок Браги і дати будь-яку обітницю, після чого міг зайняти вільний престол. Так сталося і цього разу. Коли Кубок Браги принесли, Інг'яльд встав, взяв в руки великий Турій ріг і дав обітницю збільшити свою державу вдвічі в усі чотири сторони або померти. Коли ж під кінець бенкету конунги сп'яніли, Інг'яльд разом з Фольквідом і Гульвідом, синами Свіпдага на чолі своїх вояків вийшов з палат і підпалив бенкетуючих. Усі, хто знаходилися в будинку, згоріли заживо, а тих небагатьох, хто намагався врятуватися, вбили люди Інг'яльда. Після цього Інг'яльд підпорядкував собі всі ті володіння, які належали загиблим конунгам, і збирав з цих володінь данину. Пізніше Інг'яльд подібним чином розправився ще з 5 конунгами свевів.
Дізнавшись про злочини Інг'яльда, Гранмар з Седерманланда зрозумів, що його чекає така ж доля. Тоді він поріднився з морським конунгом Г'ьйорвардом з роду Ільвінгів, віддавши за нього заміж свою дочку Гільдігуну. До їх союзу приєднався Г'ьогне з Гетланда, тесть Гранмара. Не зважаючи на потугу цього союзу, Інг'яльд напав на цих конунгів з великим військом, але під час бою гевдінги з Фьйордхундраланда, вестгаутами, й конунги з Неріке та Аттундаланда, полишили поле бою, і Інг'яльд опинився в складному становищі. Тому був змушений з ганьбою відступити. Під час битви загинули Свіпдаг Сліпий і обидва його сина.
Після поразки Інг'яльд був змушений укласти мир з Гранмаром і Г'ьйорвардом. конунги присяглися, що мир буде тривати доти, поки вони живі. Однак на наступну осінь Інг'ьяльд напав на Седерманланд, захопив тестя з зятем зненацька і спалив будинок, в якому вони бенкетували. Після цього Інг'яльд привласнив їхні землі і поставив там своїх правителів. Лише конунгу Г'ьогне з Гетланда вдавалося протистояти Інг'яльду. Втім останній став фактично першим конунгом усього Свеаланду.
У 650 році Івар Широкі Обійми зібрав велике військо і раптово атакував Упсалу. Не очікуючи нападу й розуміючи, що наявних у нього сил не вистачить для оборони, Інг'яльд зібрав усіх своїх людей у палатах на острові Ренінге, напоїв їх вщент, після чого підпалив будинок. У вогні загинув і сам конунг Свеаланда. Після цього трон успадкував Івар. Втім нащадки Інг'яльда надалі стали конунгами Норвегії.

## Родина
Дружина — Гаутгільда, донька конунга Альгаут Західногеталандського
Діти:
- Улоф Лісоруб, конунг Нерке
- Аса (Оса) Зловладарююча, дружина конунга Гудрьода зі Сканії